# Брати Сароян
«Брати Сароян» (вірм. «Սարոյան եղբայրներ») — вірменський радянський художній фільм 1969 року режисерів Хорена Абрамяна та Аркадія Айрапетяна за п'єсою Гургена Боряна «Під одним дахом».

## Сюжет
Двох братів революція розвела по різні боки барикад. Один брат — переконаний більшовик — проник до табору дашнаків, а інший — начальник дашнакської контррозвідки.

## У ролях
- Фрунзе Довлатян -  Гайк Сароян
- Хорен Абрамян -  Геворк Сароян
- Бабці Нерсесян -  Сурмелян
- Гурген Джанибекян -  дід Артін
- Анаїда Масчян -  мати
- Інга Агамян -  Анаіт, наречена одного з братів
- Армен Айвазян -  Папян
- Лія Еліава -  Тагуї, художниця
- Ваграм Ехшатян -  врамя
- Ашот Сагратян -  Севачерян

## Творча група
- Сценарій: Гурген Борян
- Режисер: Хорен Абрамян, Аркадий Айрапетян
- Оператор: Сергій Геворкян, Карен Месян
- Композитор: Мартин Вартазарян